# Ganggrab von Lunden
Das kleine Ganggrab von Lunden (auch Tegneby 4) stammt aus der Jungsteinzeit etwa 3500–2800 v. Chr. und ist eine Megalithanlage der Trichterbecherkultur (TBK). Es liegt nordöstlich vom Weiler Lunden, im Süden der Insel Orust in Västra Götaland in Schweden, wurde vor rund 5000 Jahren von den Trägern der Trichterbecherkultur (TBK) gebaut und 1915 von dem Archäologen Gabriel Wilhelm Ekman (1875–1915), der auch das Ganggrab von Leby und den nahegelegenen Dolmen von Haga (schwedisch  Hagadösen ) ausgrub, untersucht.
Die rhombische Kammer besteht aus acht großen Tragsteinen mit flacher Innenseite und Zwischenmauerwerk. Da es von einem einzigen Deckstein bedeckt war, der später kaputt ging, ist es nach deutscher Nomenklatur ein Dolmen und kein Ganggrab. Der 2,5 m lange, schräg angesetzte Gangrest, von dem fünf Tragsteine und drei Deckenplatten (eine in situ) erhalten sind, liegt im Südosten. Die Kammer ist von den Resten eines 0,8 m hohen, etwa zehn Meter großen Erd- und Steinhaufen umgeben.
In der Kammer fanden sich Stein- und Feuersteinwerkzeuge, fünf kleine Stücke Bernstein, ein Doppelknopf aus Bernstein und über 400 Scherben von etwa 20 Gefäßen. Vor allem außerhalb des Ganges lagen reich verzierte Scherben verschiedener Gefäße. Dies kann darauf zurückzuführen sein, dass die Gefäße vor Ort als Opfer zerscherbt oder bei späteren Anlässen geopfert wurden. Die dekorierte Ware weist auf Kontakte mit Dänemark. Unter den Funden befand sich eine elegant geformte, dekorierte Fußschale.
Die archäologische Untersuchung hatte ein tragisches Ende. Als der schwere Deckstein zusammenbrach, wurde Ekman getötet. Neben dem Ganggrab steht seit 1922 ein Gedenkstein für Ekman, der eine Dissertation über Steinzeitsiedlungen auf Orust und Tjörn schrieb.